# Bévy
Bévy település Franciaországban, Côte-d’Or megyében. Lakosainak száma 135 fő (2022. január 1.). Bévy Ternant, Collonges-lès-Bévy, Détain-et-Bruant, L’Étang-Vergy és Messanges községekkel határos.

## Népesség
A település népességének változása:
| Lakosok száma | 54   | 70   | 80   | 92   | 119  | 138  | 139  | 139  | 136  | 135  |
|               | 1968 | 1982 | 1990 | 2006 | 2013 | 2015 | 2017 | 2019 | 2020 | 2022 |